# Fondazione Museo della Shoah
La Fondazione Museo della Shoah è un'organizzazione non lucrativa di utilità sociale italiana, attiva nella promozione della realizzazione del Museo nazionale della Shoah di Roma.

## Storia
La fondazione fu istituita nel luglio 2008 su iniziativa del Comitato promotore del progetto Museo della Shoah, costituitosi a sua volta nel 2006 per promuovere la realizzazione del Museo nazionale della Shoah di Roma, da quattro soci fondatori: Associazione Figli della Shoah, Comunità ebraica di Roma, Comune di Roma e Unione delle comunità ebraiche italiane.
Il 29 luglio del 2015, dopo le dimissioni dalla presidenza di Leone Paserman, causate dalle grosse difficoltà politiche che di fatto bloccavano la realizzazione del museo della Shoah a Roma e un breve periodo di presidenza transitoria di Giovanni Maria Flick, su proposta della Comunità ebraica di Roma venne nominato presidente Mario Venezia.
Venezia diede subito slancio all'attività della fondazione, attraverso l'assunzione di nuovo personale e di ricercatori ed attraverso la ricerca di una sede adatta, individuata presso la Casina dei Vallati, nelle vicinanze del portico di Ottavia nel ghetto di Roma; la sede fu aperta con una mostra il 16 ottobre 2015, nel 72º anniversario del rastrellamento del ghetto di Roma, grazie ad una donazione effettuata da Roma Capitale alla Comunità ebraica di Roma. Gli spazi ospitavano inizialmente documenti, fotografie, filmati, giornali d'epoca e oggetti donati da 76 famiglie, e vennero poi utilizzati per lo svolgimento di attività di ricerca, formazione ed educazione, oltre che di conferenze, convegni, mostre e seminari inerenti allo studio dell'Olocausto e al mantenimento della Memoria.
L'attività della fondazione, sotto la guida di Venezia, si sviluppò con la produzione di nove mostre in cinque anni, esposte a Roma oltre che in itinere in 22 città italiane. e la cui ricerca per la realizzazione di alcune di esse ha prodotto, come per quella Solo il dovere oltre il dovere. La diplomazia italiana di fronte alla persecuzione degli ebrei 1938-1943, «una ricca documentazione, in gran parte inedita» o per quella Dall’Italia ad Auschwitz che «prodotta dalla Fondazione Museo della Shoah presenta una fotografia inedita del campo di sterminio nazista» con «considerevoli novità, storiografiche»
. Oltre le mostre, sono stati anche prodotti due film documentari, La razzia – Roma, 16 ottobre 1943 con la collaborazione di Rai Cinema, un film sul rastrellamento degli ebrei dal ghetto di Roma
il 16 ottobre 1943 che presentato anche al Festival del Cinema di Roma e trasmesso dalla RAI, «raccoglie storie e testimonianze, con particolari inediti» ed è basato anche su «rari documenti storici e le testimonianze inedite di chi ha vissuto sulla propria pelle la Shoah»; e il più recente film  "Kinderblock l'ultimo inganno" prodotto dalla Fondazione in collaborazione con Rai Cinema e la Goren Monti Ferrari Foundation, «un documentario toccante sulla tragedia dei bambini nella realtà concentrazionaria di Auschwitz» che narra infatti la storia del piccolo Sergio De Simone e delle sue due piccole cugine Andra e Tatiana Bucci.

A marzo 2020 in piena pandemia da COVID, la Fondazione si fece promotrice di un progetto congiunto con Rai Cinema, a favore di studenti e insegnanti costretti a stare a casa, ovvero: "La Memoria resta aperta" «uno strumento per studenti e insegnanti» che nonostante le scuole fossero chiuse, permetteva che «la didattica e la conoscenza» non si fermassero, specialmente «su temi che aiutano a formare il senso civico di una società». Disponibile su Raicinemachannel.it il progetto consisteva in «una serie di documentari dedicati alla Shoah e alle leggi antiebraiche prodotti in questi anni».

## Organizzazione
La fondazione è una ONLUS con sede legale a Roma, in via Nomentana 70, presso il Casino Nobile di villa Torlonia; la sede operativa è in via del Portico d'Ottavia 29, nel rione Sant'Angelo, presso la Casina dei Vallati.
I soci della fondazione sono: Associazione Figli della Shoah, Comunità ebraica di Roma, Roma Capitale, Regione Lazio e Unione delle comunità ebraiche italiane.
Il consiglio di amministrazione è composto da sei membri: Mario Venezia, che ne è presidente, Paolo Masini, che ne è vicepresidente, Noemi Di Segni, Daniela Dana Tedeschi, Walter Veltroni e Civita Di Russo.

### Indicatori economici
Il bilancio del 2019 si è chiuso con un valore della produzione pari a  699224 € ed un utile netto positivo di 10478 €.

## Attività

### Mostre

#### MostraDalla terraferma alla terra promessa: Aliya Bet dall’Italia a Israele, 1945-1948

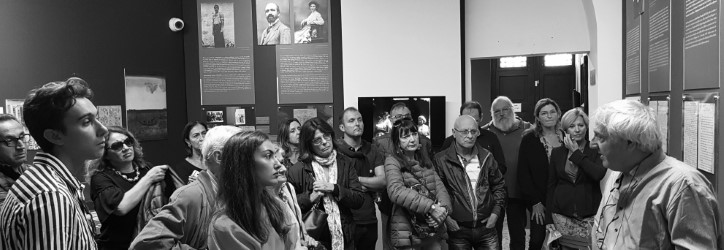
Mostra "1938: Vite spezzate" - Roma 21 ottobre 2018. Lo storico Marcello Pezzetti spiega alcuni reperti della mostra a wikipediani e simpatizzanti

A partire dal 25 novembre 2018, la Fondazione ha aperto al pubblico, presso lo spazio espositivo in Via del Portico d’Ottavia a Roma, la mostra: "Dalla terraferma alla terra promessa: Aliya Bet dall'Italia a Israele, 1945-1948". L'iniziativa, curata da Rachel Bonfil e Fiammetta Martegani e prodotta dal Museo Eretz Israel di Tel Aviv, è un racconto per immagini del viaggio attraverso l'Europa, l'arrivo in Italia (il principale paese europeo per le navi dei migranti verso l’Israele) e il nuovo viaggio verso la Terra promessa (il nascente stato di Israele) dei profughi sopravvissuti alla Shoah. Viene inoltre messo in rilievo il ruolo che l’Italia e le diverse gerarchie istituzionali italiane hanno avuto in questo esodo.

#### Mostra1938 vite spezzate
Si tratta del secondo capitolo nel ciclo espositivo realizzato dalla Fondazione in occasione dell'80º anniversario dalla promulgazione delle leggi razziali in Italia.

#### MostraSolo il dovere oltre il dovere. La diplomazia italiana di fronte alla persecuzione degli ebrei 1938-1943
La mostra approfondisce il tema della propaganda antiebraica nazista e fascista analizzando le motivazioni, le forme, le dinamiche, i contenuti e i protagonisti di questo fenomeno.

#### Mostre itineranti

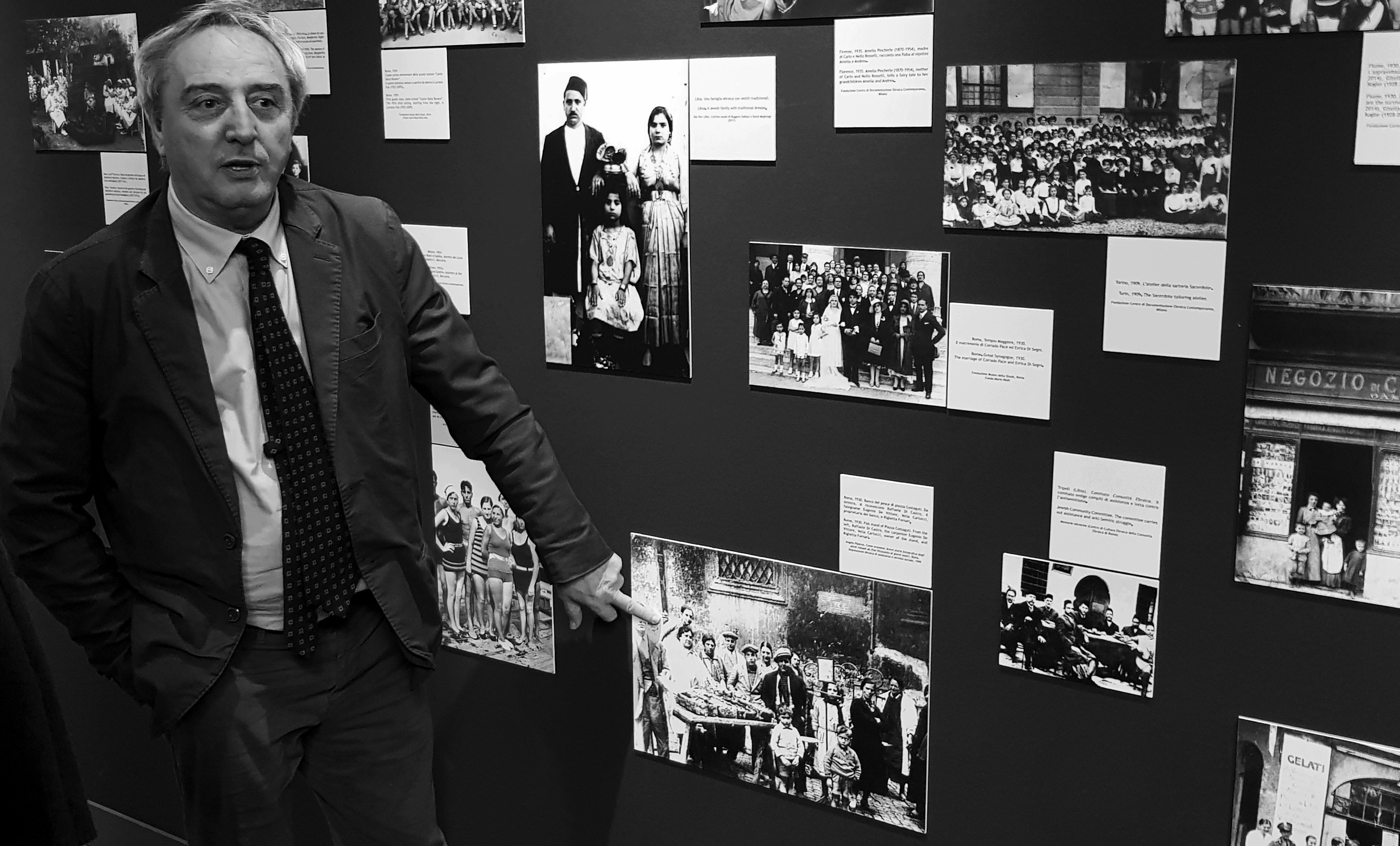
Foto di Marcello Pezzetti scattate da Alberto Magliozzi in occasione della Mostra: 1938 La Storia - Casina dei Vallati - (Ghetto Ebraico) - Roma, 18 marzo 2018

La fondazione ha organizzato anche una serie di mostre itineranti tra le quali “La razza nemica. La propaganda antisemita nazista e fascista” presso il Palazzo Ducale di Lucca e "16 Ottobre 1943 - La Razzia" presso l'Università degli Studi di Macerata, per raccontare la storia di più di 1000 ebrei catturati il 16 ottobre 1943 a Roma e deportati nel campo di sterminio di Auschwitz-Birkenau, di cui solo 16 (quindici uomini e una donna) sarebbero ritornati.
In occasione dell’ottantesimo anniversario delle leggi razziali fasciste, da gennaio a maggio 2018, la Fondazione, in collaborazione con la Presidenza del Consiglio dei ministri, Dipartimento per le pari opportunità, Ufficio Nazionale Antidiscriminazioni Razziali, ha organizzato la mostra itinerante “1938 La storia” a Cosenza (Liceo Fermi), Campobasso (Liceo Pagano), Osimo (Palazzo Campana), Bologna, Taranto e Novara (Castello di Novara). Tutte le mostre sono state curate dallo storico Marcello Pezzetti e da Sara Berger.

### Altre attività
Nel 2018, lo staff della Fondazione ha affiancato i ragazzi del Liceo linguistico Peano di Roma nella realizzazione di progetti scientifici di alternanza scuola-lavoro.
Con Gangemi Editore, nella collana "Storia, Filosofia, Religione", è stato pubblicato il libro Gli anni della vergogna 1938-1945. Il regime fascista, gli italiani e la persecuzione antiebraica, un testo che spiega la nascita, l’evoluzione e le conseguenze delle leggi antisemite, pensato dalla Fondazione Museo della Shoah specificatamente per gli studenti delle scuole superiori.